# Verkiezingen in Brazilië

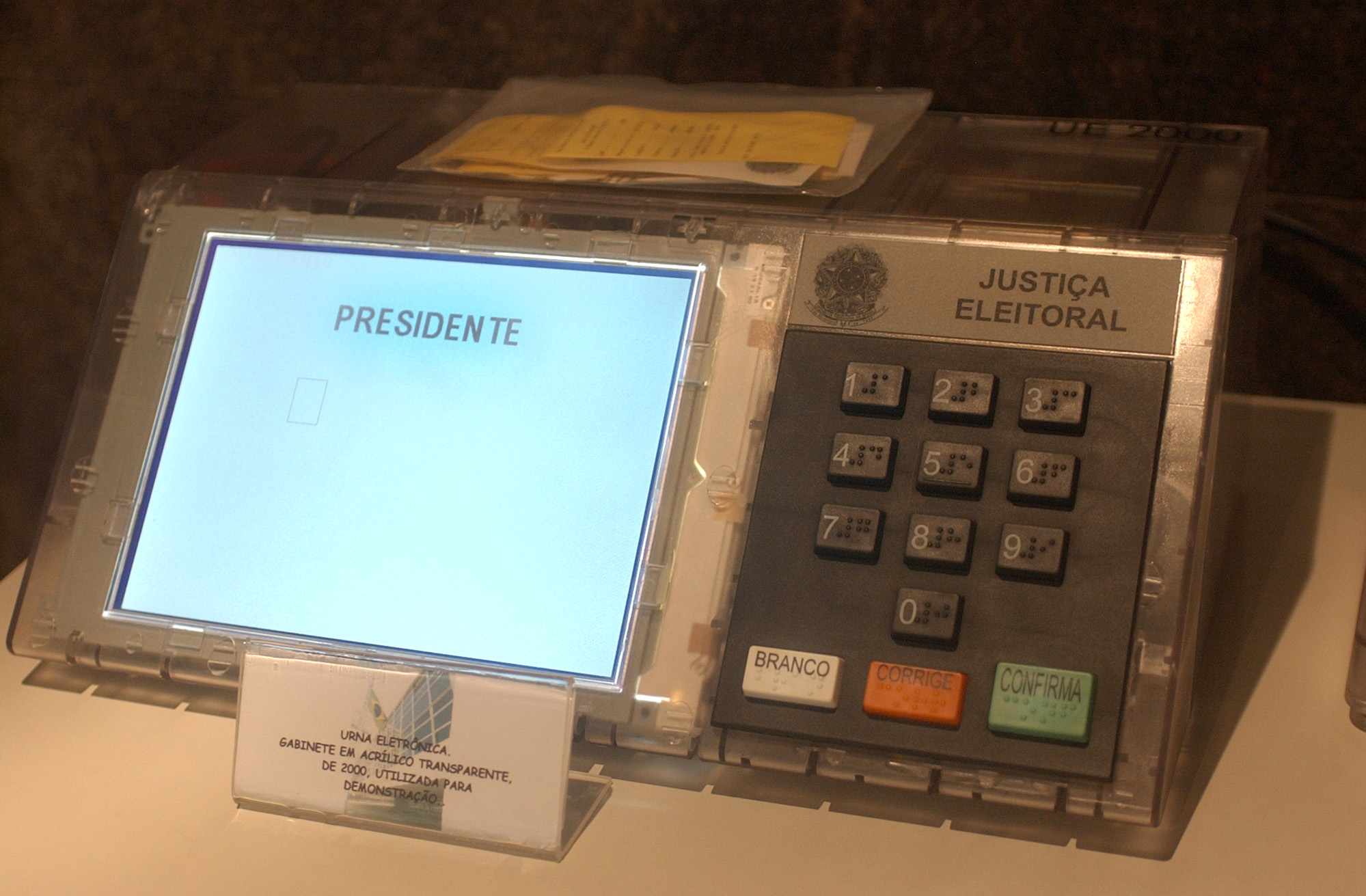
Voorbeeld van een Braziliaanse stemcomputer, de UE 2000 transparent, voor het eerst gebruikt bij verkiezingen in oktober 2000

In Brazilië kiest men op landelijk niveau de president - het staatshoofd - voor een termijn van vier jaar en de volksvertegenwoordiging Congresso Nacional (Nationaal Congres). Het Nationaal Congres bestaat uit twee kamers, de Câmara dos Deputados (Kamer van Afgevaardigden) met 513 leden voor een termijn van vier jaar en de Senado Federal (Federale Senaat) met 81 leden voor een termijn van acht jaar.
Brazilië kent een meerpartijenstelsel met een diversiteit aan politieke partijen. Meestal haalt geen enkele partij een meerderheid en daarom worden er bijna altijd coalitiekabinetten gevormd.
In Brazilië hebben alle meerderjarige mannen en vrouwen een kiesplicht, niet te verwarren met kiesrecht.
Omdat Brazilië een federatie van diverse deelstaten is worden er ook verkiezingen gehouden voor de deelstaatparlementen.
Brazilië was het eerste land ter wereld dat volledig overging op stemmen via stemcomputers (1996) in plaats van stembiljetten.

## Overzicht
| Braziliaanse verkiezingen  | Braziliaanse verkiezingen  | Zetels                                       |
| -------------------------- | -------------------------- | -------------------------------------------- |
| Algemene verkiezingen      | Presidentsverkiezingen     | President Vicepresident                      |
| Algemene verkiezingen      | Parlementsverkiezingen     | Senatoren Afgevaardigden Parlement           |
| Algemene verkiezingen      | Staatsverkiezingen         | Gouverneurs Afgevaardigden Staatsparlementen |
| Gemeentelijke verkiezingen | Gemeentelijke verkiezingen | Burgemeesters Gemeenteraadsleden             |

## Algemene verkiezingen 2006
In 2006 vonden er nieuwe presidentsverkiezingen plaats. Op 1 oktober kozen de kiesgerechtigden de president en de gouverneurs van de 26 staten van Brazilië. De kiesgerechtigden kozen ook een Braziliaans parlement. Daarnaast werden de deelstaatparlementen gekozen.

### Parlement
De parlementsverkiezingen in 2006 vonden plaats op 1 oktober. Voor het Huis van Afgevaardigden kwamen alle zetels beschikbaar. Voor de Senaat ging het om 27 zetels, een derde van het totaal. Bij de verkiezingen haalde geen enkele partij een meerderheid. De grootste partij in het Huis van Afgevaardigden werd de Braziliaanse Democratische Beweging Partij (PMDB) met 89 van de 513 zetels. In de Federale Senaat werd de Liberale Front Partij (PFL) de grootste partij met 18 van de 81 zetels.
De verkiezingen werden gekenmerkt door de zogeheten verticale regel. Daardoor waren partijen gedwongen om coalities te vormen op federaal niveau met dezelfde partijen waarmee zij op staatsniveau in een coalitie zaten. Dat had het Hooggerechtshof besloten na de verkiezingen van 2002.

### President
De presidentsverkiezingen in 2006 vonden plaats in twee rondes op 1 oktober en 29 oktober. Tijdens de eerste ronde waren er ook verkiezingen voor verschillende andere overheidsorganen. In de tweede ronde versloeg de zittende president Luiz Inácio Lula da Silva zijn uitdager Geraldo Alckmin.
Zittend president Luiz Inácio Lula da Silva (Arbeiderspartij) nam het op tegen Geraldo Alckmin (Braziliaanse Sociaaldemocratische Partij) en andere kandidaten. Lula da Silva was in de peilingen de favoriet. Bij de verkiezingen van 1 oktober verwierf hij echter niet de vereiste meerderheid (48,61% van de stemmen; Alckmin 41,64% van de stemmen) en een tweede ronde was nodig. Deze volgde op 29 oktober. Lula da Silva verkreeg toen 60,83% van de stemmen, terwijl Alckmin bleef steken op 39,17% van de stemmen.

## Algemene verkiezingen 2010

### Parlement
De parlementsverkiezingen in 2010 vonden plaats op 3 oktober. Voor het Huis van Afgevaardigden kwamen alle zetels beschikbaar. Voor de Senaat ging het om 54 zetels, twee derde van het totaal. Bij de verkiezingen haalde geen enkele partij een meerderheid. De grootste partij in het Huis van Afgevaardigden werd de Arbeiderspartij (PT) met 88 van de 513 zetels. In de Federale Senaat werd de Braziliaanse Democratische Bewegingpartij (PMDB) de grootste partij met 19 van de 81 zetels.

### President
De presidentsverkiezingen in 2010 vonden plaats in twee rondes die werden gehouden op 3 oktober en 31 oktober. De verkiezingen werden uiteindelijk gewonnen door Dilma Rousseff die José Serra in de tweede ronde versloeg.
Omdat een president volgens de Braziliaanse grondwet maar twee termijnen aan de macht mag blijven, kwam er een einde aan het presidentschap van Luiz Inácio Lula da Silva. Hij schoof zijn stafchef Dilma Rousseff naar voren als kandidaat voor de Braziliaanse Arbeiderspartij.
Haar belangrijkste tegenstander was José Serra van de centrumrechtse alliantie tussen de Braziliaanse Sociaaldemocratische Partij en de Democraten. Ook de minister van Milieu in de regering van Lula, Marina Silva, deed mee aan de verkiezingen namens de Groene Partij. Daarnaast deden er ook zes kandidaten van kleinere partijen mee.
In de eerste ronde haalde niemand een absolute meerderheid. Rousseff haalde zevenenveertig procent van de stemmen, Serra werd tweede met tweeëndertig procent.  Ook al haalde Silva bijna twintig procent van de stemmen, het was niet genoeg om naar de tweede ronde te gaan. 
In de tweede ronde haalt Rousseff het van Serra met vierenvijftig procent van de stemmen.

## Algemene verkiezingen 2014

### Parlement
De parlementsverkiezingen in 2014 vonden plaats op 5 oktober. Voor het Huis van Afgevaardigden kwamen alle zetels beschikbaar. Voor de Senaat ging het om 27 zetels, een derde van het totaal. Bij de verkiezingen haalde geen enkele partij een meerderheid. De grootste partij in het Huis van Afgevaardigden werd de Arbeiderspartij (PT) met 69 van de 513 zetels. In de Federale Senaat werd de Braziliaanse Democratische Bewegingpartij (PMDB) de grootste partij met 18 van de 81 zetels.

### President
De presidentsverkiezingen in 2014 vonden plaats in twee rondes die werden gehouden op 5 oktober en 26 oktober. De verkiezingen werden uiteindelijk gewonnen door Dilma Rousseff die Aécio Neves in de tweede ronde versloeg.

## Algemene verkiezingen 2018

### Parlement
De parlementsverkiezingen in 2018 vonden plaats op 7 oktober. Voor het Huis van Afgevaardigden kwamen alle zetels beschikbaar. Voor de Senaat ging het om 54 zetels, twee derde van het totaal. Bij de verkiezingen haalde geen enkele partij een meerderheid. De grootste partij in het Huis van Afgevaardigden werd de Arbeiderspartij (PT) met 56 van de 513 zetels. In de Federale Senaat werd de Braziliaanse Democratische Beweging (MDB) de grootste partij met 12 van de 81 zetels.

### President
De presidentsverkiezingen in 2018 vonden plaats in twee rondes die werden gehouden op 7 oktober en 28 oktober. De verkiezingen werden uiteindelijk gewonnen door Jair Bolsonaro die Fernando Haddad in de tweede ronde versloeg.

## Algemene verkiezingen 2022

### Parlement
De parlementsverkiezingen in 2022 vonden plaats op 2 oktober. Voor het Huis van Afgevaardigden kwamen alle zetels beschikbaar. Voor de Senaat ging het om 27 zetels, een derde van het totaal. Bij de verkiezingen haalde geen enkele partij een meerderheid. De grootste partij in het Huis van Afgevaardigden werd de Liberale Partij (PL) met 99 van de 513 zetels. In de Federale Senaat werd de Liberale Partij (PL) tevens de grootste partij met 14 van de 81 zetels.

### President
De presidentsverkiezingen in 2022 vonden plaats in twee rondes waarvan de eerste werd gehouden op 2 oktober. De eerste ronde werd gewonnen door de voormalige president Luiz Inácio Lula da Silva van de Arbeiderspartij en de zittende president Jair Bolsonaro van de Liberale Partij. De tweede ronde vond plaats op 30 oktober tussen deze twee kandidaten, en deze ronde werd nipt gewonnen door Lula.

## Referenda
In de geschiedenis van Brazilië zijn drie landelijke referenda gehouden. De eerste werd gehouden op 6 januari 1963. De bevolking sprak zich toen met 82% van de stemmen uit vóór de herinvoering van het presidentiële stelsel. Het tweede landelijke referendum werd op 21 april 1993. De bevolking moest zich, zoals opgetekend in de Federale Grondwet van 1988 uitspreken over de republikeinse staatsvorm van het land. De overgrote meerderheid van de bevolking sprak haar zegen uit over de republikeinse staatsvorm en presidentiële stelsel.
Het (tot nu toe) laatste referendum was op 23 oktober 2005 toen de bevolking zich moest uitspreken over het door de regering voorgenomen plan om het privéwapen- en munitiebezit onder de bevolking te beperken. Een ruime meerderheid van de bevolking was tegen (64%) het voorgenomen plan. Slechts 36% was voor.